# Liste der Markgrafen von Meißen
Die Markgrafschaft Meißen war ein Territorialstaat an der Grenze des Deutschen Reiches. Die Mark Meißen (Wiege Sachsens) wurde 965 von Kaiser Otto I. gegründet. 929 wurde auf dem Meißner Burgberg von König Heinrich I. eine Befestigung angelegt. Die Reichsburg Meißen war das Zentrum der Markgrafschaft, die sich zum Königreich Sachsen entwickelte. Die Wettiner stärkten seit dem 13. Jahrhundert im Zuge des Landesausbaus durch den Aufbau einer gut organisierten Verwaltung ihre Macht. Das Amt Meißen erstmals 1334 urkundlich erwähnt, erstreckte sich von Mohorn im Süden bis nach Riesa im Norden sowie von der Elbe im Osten bis zur Linie Mügeln-Döbeln im Westen.

## Markgrafen
| Name                         | Herrschaft | Bemerkungen                               |
| ---------------------------- | ---------- | ----------------------------------------- |
| Wigbert                      | 965–976    |                                           |
| Thietmar I.                  | 976–979    | (auch Markgraf von Merseburg)             |
| Gunther von Merseburg        | 981–982    | (auch Markgraf von Merseburg)             |
| Rikdag II.                   | 978–985    | (seit 982 auch Markgraf von Merseburg)    |
| Ekkehard I. von Meißen       | 0985–1002  | Sohn Gunthers                             |
| Gunzelin von Kuckenburg      | 1002–1009  | Bruder Ekkehards I.                       |
| Hermann I.                   | 1009–1038  | Sohn Ekkehards I.und Neffe von Gunzelin   |
| Ekkehard II. von Meißen      | 1038–1046  | Bruder Hermanns I.                        |
| Wilhelm von Weimar-Orlamünde | 1046–1062  |                                           |
| Otto I. von Weimar-Orlamünde | 1062–1067  |                                           |
| Ekbert I.                    | 1067–1068  |                                           |
| Ekbert II.                   | 1068–1089  |                                           |
| Vratislav II. von Böhmen     | 1076–1089  |                                           |
| Heinrich I.                  | 1089–1103  |                                           |
| Heinrich II.                 | 1103–1123  |                                           |
| Wiprecht II. von Groitzsch   | 1123–1124  |                                           |
| Hermann I. von Winzenburg    | 1124–1129  | (aus der Familie der Grafen von Formbach) |
| Konrad der Große             | 1129–1157  | aus der Familie der Grafen von Brehna     |
| Otto der Reiche              | 1157–1190  |                                           |
| Albrecht I. der Stolze       | 1190–1195  |                                           |
| Dietrich der Bedrängte       | 1198–1221  |                                           |

## Markgrafen von Meißen und Landgrafen von Thüringen
| Name                                      | Herrschaft | Bemerkungen |
| ----------------------------------------- | ---------- | ----------- |
| Heinrich III. der Erlauchte               | 1218–1288  |             |
| Albrecht II., der Entartete               | 1288–1291  |             |
| Friedrich I. der Freidige (der Gebissene) | 1291–1323  |             |
| Friedrich II. der Ernsthafte              | 1323–1349  |             |
| Friedrich III. der Strenge                | 1349–1381  |             |
| Wilhelm I. der Einäugige                  | 1382–1407  |             |
| Wilhelm II. der Reiche                    | 1407–1425  |             |

Ab 1425 wurden die Markgrafen von Meißen zu Kurfürsten von Sachsen.